# Armen Kazarian
Armen Kazarian –en ruso, Армен Казарян; en armenio, Արմեն Ղազարյան, Armen Ghazarian– (19 de junio de 1982) es un deportista armenio que compitió en halterofilia (desde el año 2009 bajo la bandera de Rusia).
Ganó una medalla de plata en el Campeonato Mundial de Halterofilia de 2010, ambas en la categoría de 69 kg. Participó en los Juegos Olímpicos de Atenas 2004, ocupando el cuarto lugar en la categoría de 62 kg.

## Palmarés internacional
| Representando a Armenia |                        |                   |           |
| Campeonato Europeo      |                        |                   |           |
| Año                     | Lugar                  | Medalla           | Categoría |
| 2006                    | Władysławowo (Polonia) | Medalla de bronce | 69 kg     |
| Representando a Rusia   |                        |                   |           |
| Campeonato Mundial      |                        |                   |           |
| Año                     | Lugar                  | Medalla           | Categoría |
| 2010                    | Antalya (Turquía)      | Medalla de plata  | 69 kg     |